# Prosphytochloa prehensilis
Genre
Espèce
Prosphytochloa prehensilis est une espèce de plantes monocotylédones de la famille des Poaceae, sous-famille des Oryzoideae,  originaire d'Afrique australe. C'est l'unique espèce du genre Prosphytochloa (genre monotypique).
Ce sont des plantes herbacées vivaces, rhizomateuses, aux inflorescences en panicules ouvertes.
Le nom générique « Prosphytochloa » est formé des racines grecques  « πρόσφυσις » (prosphysis) qui signifie « excroissance » et  « χλοὰ » (chloa) signifiant « herbe ».